# Labuhan Alas
Labuhan Alas is een bestuurslaag in het regentschap Sumbawa van de provincie West-Nusa Tenggara, Indonesië. Labuhan Alas telt 1493 inwoners (volkstelling 2010).